# Yangavis
Yangavis confucii
Genre
Espèce
Yangavis est un genre fossile  d'oiseaux primitifs ayant vécu au Crétacé inférieur en Chine. Il appartient au biote de Jehol et ses fossiles ont été retrouvés dans la province chinoise de Liaoning, dans la formation géologique d’Yixian datée d'environ 129,7 à 122,1 Ma (millions d'années), de l'extrême sommet de l'Hauterivien jusqu'à l'Aptien inférieur,.
C'est un proche parent du célèbre genre Confuciusornis, qui appartient comme lui à la famille des confuciusornithidés créée en 1995,.
Une seule espèce est rattachée au genre : Yangavis confucii, décrite par Wang Min et Zhou Zhonghe en 2018.

## Découverte
Le squelette fossile de Yangavis a été découvert à Sihedang, dans la province chinoise nord-orientale de Liaoning.
L'holotype, référencé IVPP V18929, provient de la formation géologique d'Yixian qui a déjà livré de très nombreux fossiles de confuciusornithidés, souvent très bien conservés, appartenant surtout au genre Confuciusornis, mais aussi Changchengornis. Son squelette est presque complet et articulé, simplement comprimé lors de sa fossilisation.

## Étymologie
Le nom générique Yangavis rend hommage au paléontologue chinois Yang Zhongjian, combiné avec le mot latin avis, « oiseau ». Le nom spécifique confucii fait référence à son appartenance à la famille des confuciusornithidés.

## Description
Yangavis a une envergure, d'environ 50 centimètres, soit un peu moins que Confuciusornis (70 centimètres).
À la différence des autres confuciusornithidés,Yangavis :
- n'a pas une griffe réduite, de petite taille, au bout de son second doigt, mais une griffe de taille normale ;
- possède une griffe sur le premier doigt aussi grande que celles du deuxième et quatrième doigt, au lieu d'être la plus petite ;
- expose un troisième orteil plus long que le tarsométatarse ;
- montre des membres antérieurs proportionnellement plus longs ;
- présente une branche dorsale du maxillaire rectangulaire, avec une crête sur le côté externe oblique partant de la partie avant basse de l'os vers le haut en arrière.

## Classification
L'étude phylogénétique des inventeurs du genre le place dans une position plus évoluée qu'Eoconfuciusornis, plus ancien que lui, et en position plus basale que Changchengornis. La perte de la griffe réduite sur son deuxième doigt, un caractère commun aux autres confuciusornithidés, apparaît ainsi comme une évolution secondaire  dont la fonction écologique n'est pas connue.